# Tom Waterreus

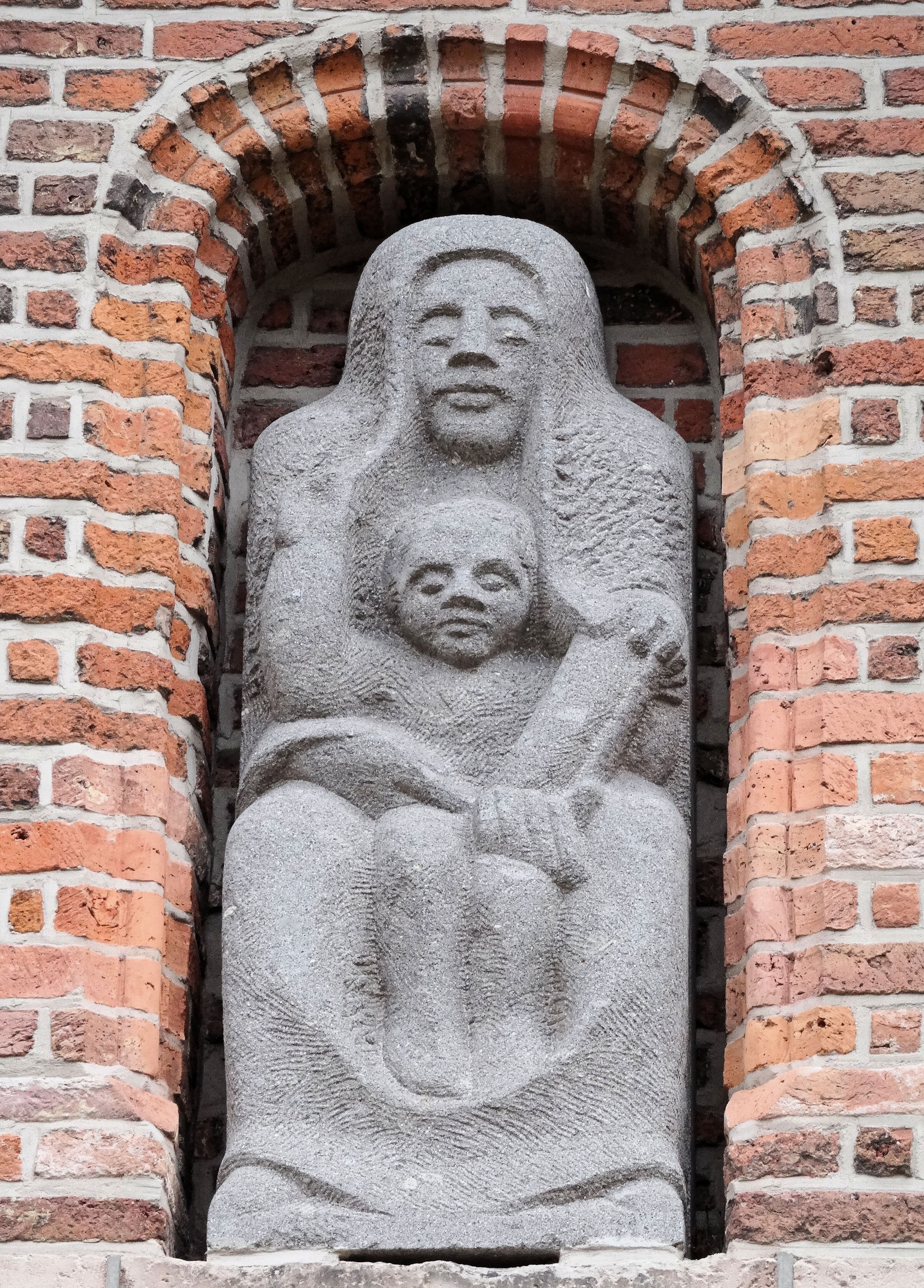
Sedes Sapientiae

Thomas Joannes Maria (Tom) Waterreus (Zwolle, 28 maart 1943 - aldaar, 10 februari 2021) was een Nederlands beeldhouwer.

## Leven en werk
Tom Waterreus kreeg een opleiding bij Abe Kuipers en Johan Haanstra aan de Academie voor Kunst en Industrie in Enschede (1959-1963). Na het behalen van het diploma boekverzorging trad hij in als broeder bij de Dominicanen in Nijmegen. De kunst bleef trekken en Waterreus trad na tweeënhalf jaar uit om aan de Jan van Eyck Academie in Maastricht (1966-1970) te studeren, hij kreeg er les van Fred Carasso en Arthur Spronken. Zijn afstudeerwerk was een kop van paus Johannes XXIII. In Waterreus' werk spelen de mens en religie een grote rol. In zijn beeldhouwwerk werkt hij met steen en hout. Hij maakte daarnaast onder andere schilderijen, tekeningen, litho's en boekillustraties.
Van 1972 tot 2007 doceerde Waterreus beeldhouwen bij de Muzerie, centrum voor kunstzinnige vormgeving in Zwolle. In 2007 kreeg hij een herseninfarct. Hoewel hij gedeeltelijk verlamd raakte, kon hij na revalidatie weer met zijn handen werken en het beeldhouwen oppakken. Hij maakte een kruisweg waarin alleen de handen worden getoond. Waterreus nam deel aan diverse exposities, in 2012 werd in het Stedelijk Museum Zwolle een overzichtstentoonstelling van zijn werk gehouden.
Hij overleed in 2021 op 77-jarige leeftijd.

## Enkele werken
- bronzen koppen van de ondernemers Daan van der Vorm (1990), Jac. van Pijkeren (1990) en ir. D.H. van Wijhe (1999)
- 1993 Stel, Gombertstraat, Zwolle.
- 1996 Sedes Sapientiae, Madonna boven de torendeur van de Peperbus, Zwolle.[7]
- 2001 Gevelbeeld van Thomas a Kempis voor het Dominicanenklooster aan de Assendorperstraat, Zwolle.
- 2003 Kop van Johannes Cele voor het Papenstraattheater in Zwolle.

## Galerij

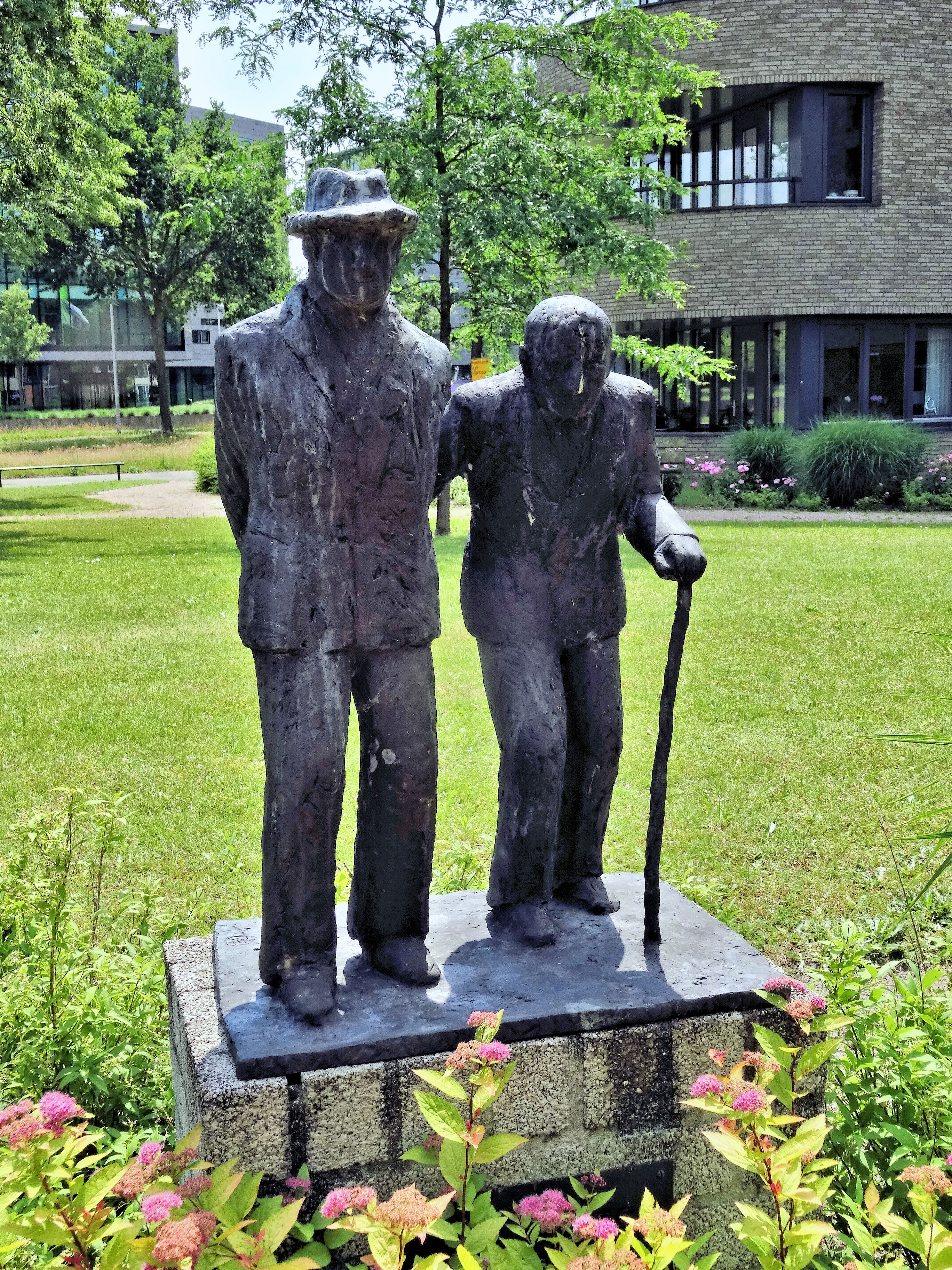
Stel
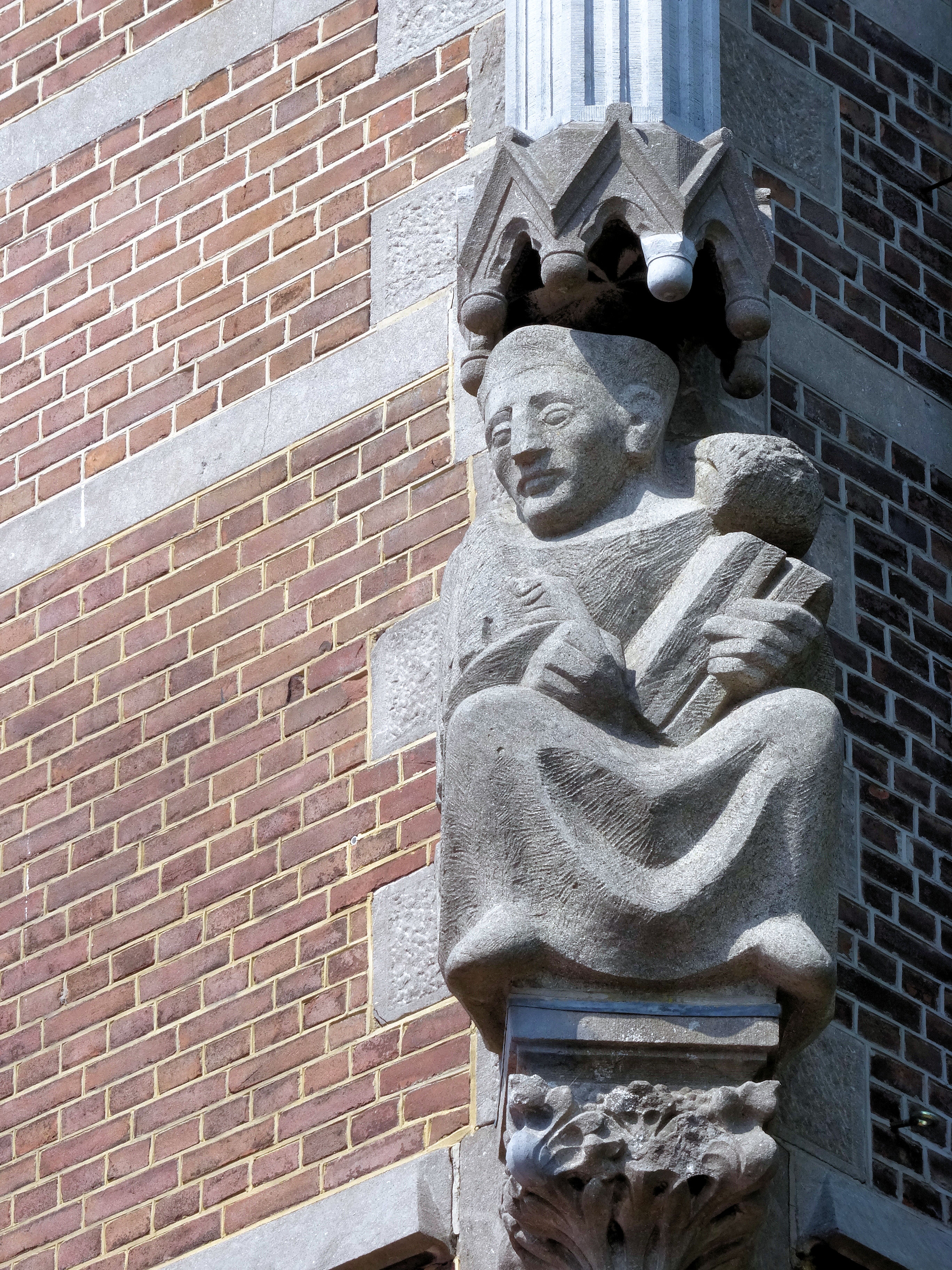
Thomas a Kempis

- Nederlandse Thesaurus van Auteursnamen: 234572949
- RKD-Nederlands Instituut voor Kunstgeschiedenis: 83006
- Virtual International Authority File: 287371956
- WorldCat: E39PBJqvXkmBg9Jb3xQcHbM773